# Vierme sârmă

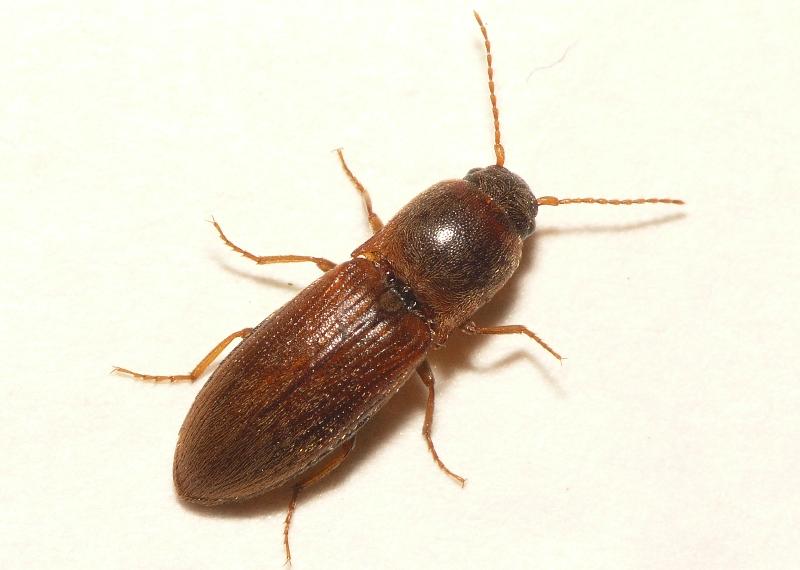
Vierme sârmă

Viermii sârmă (Agriotes sp.) reprezintă larvele speciei de gândaci numite gândaci pocnitori.